# Kanton Le Morne-Rouge
Der Kanton Le Morne-Rouge war ein Kanton im französischen Übersee-Département Martinique im Arrondissement Saint-Pierre. Er umfasst die Gemeinde Le Morne-Rouge.
Vertreterin im Generalrat des Départements war seit 1993 Jenny Dulys-Petit. 

## Gemeinden
- Le Morne-Rouge